# Anton Durcovici
Anton Durcovici (n. 17 mai 1888, Bad Deutsch-Altenburg, din Austro-Ungaria – d. 10 decembrie 1951, Sighet, din România) a fost un cleric romano-catolic de origine austriacă, care a îndeplinit funcția de episcop de Iași (1947-1951). A fost arestat de Securitate în data de 26 iunie 1949 și lăsat să moară de foame în Închisoarea Sighet.
În data de 17 mai 2014 a fost beatificat în cadrul unei slujbe religioase oficiate de cardinalul Angelo Amato la Iași. Episcopul Anton Durcovici este sărbătorit pe 10 decembrie, ziua martiriului său.

## Biografie
Anton Durcovici s-a născut la data de 17 mai 1888, în localitatea Bad Deutsch-Altenburg din Austria Inferioară, fiind al doilea copil al soților Francisc și Maria. La vârsta de șase ani a emigrat împreună cu mama sa la Iași, unde a frecventat cursurile Școlii Elementare a Parohiei Catolice. S-a transferat la o școală din Ploiești și apoi la București, unde s-a înscris ca elev la Școala Arhiepiscopală „Sf. Andrei” (1898-1901), Condusă de Congregația Frații Școlilor Creștine, și Liceul „Sfântul Iosif” (1901-1906). La 1 septembrie 1901 a fost primit de arhiepiscopul Raymund Netzhammer în seminarul mic din București, la recomandarea pr. Lucius.
La data de 30 octombrie 1906 a fost trimis la Roma pentru a-și continua studiile teologice la Colegiul „De Propaganda Fide” (1906-1911). Ca o încununare a anilor de studii, în perioada 1910-1911 a obținut doctoratul în filosofie de la Universitatea „Toma de Aquino”; în anul 1911 a obținut doctoratul în teologie de la Universitatea Urbaniană, precum și licența în drept canonic de la Universitatea Gregoriană. A fost sfințit preot în ziua de 24 septembrie 1910 în Bazilica „San Giovanni in Laterano”, cu o dispensă canonică de 20 de luni.
Revenit în țară la 29 iulie 1911, a fost timp de mai mulți ani profesor de religie la Liceul „Sf. Iosif” din București și a activat ca administrator parohial la Tulcea. Pentru simplul motiv că era cetățean austro-ungar a fost arestat de ziua intrării României în Primul Război Mondial, în data de 27 august 1916, și închis împreună cu alți preoți catolici, între care s-a numărat și Ioan Bălan, într-un lagăr din Moldova. Ulterior a fost eliberat de regele Ferdinand I al României. S-a întors la București, unde a fost numit preot vicar la parohiile din Târgoviște și Giurgiu, precum și profesor de religie la Liceele „Sf. Iosif” și „Sf. Andrei” din București. Apoi a fost și rector al capelelor școlilor catolice, predicator la biserica „Sf. Maria a Darurilor”, președinte al Asociației Mariane de bărbați și tineri din București. În anul 1919 preotul Anton Durcovici a fost nominalizat drept candidat pentru funcția de episcop de Iași. În funcția de episcop a fost numit Alexandru Cisar.
După Primul Război Mondial a ocupat diferite funcții în cadrul Arhidiecezei de București: profesor și rector al Seminarului Teologic Arhidiecezan „Sf. Duh” (1924-1947), vicar general al Mitropoliei Romano-Catolice de București (1935-1947) și canonic al aceleiași arhidieceze. De asemenea a fost jude-prosinodal în tribunalul arhidiecezan din București, examinator prosinodal, prelat papal, numit de papa Pius al XI-lea. A fost decorat de regele României cu Ordinul național „Steaua României”, în grad de ofițer. A înființat revista „Farul nou”, la care au colaborat între alții Gala Galaction și Nichifor Crainic.
Anton Durcovici a fost rector și al Institutului Teologic Romano-Catolic „Sf. Iosif” din Iași în perioada 1944-1945 când, din cauza războiului, Institutul a fost mutat la București în cadrul Seminarului în fruntea căruia Anton Durcovici se afla deja din 1924. Vorbea la perfecție româna, germana, latina, franceza, italiana și maghiara.

## Episcop romano-catolic de Iași
În înțelegere cu guvernul României și conform Concordatului din 1927, încheiat între Sfântul Scaun și Statul Român, papa Pius al XII-lea l-a numit în data de 30 octombrie 1947 pe preotul Anton Durcovici în funcția de episcop romano-catolic de Iași. A fost consacrat la 5 aprilie 1948 în Catedrala "Sf. Iosif" din București de către pro-nunțiul apostolic Gerald Patrick O'Hara (episcop de Savannah-Georgia, Statele Unite ale Americii) și înscăunat în Catedrala din Iași la 14 aprilie același an. Ca motto pe stema episcopală și-a ales textul: „Fericit poporul al cărui Dumnezeu este Domnul“ (Beatus populus cuius Deus Dominus) (Ps. 143, 15).
În timpul scurtei sale păstoriri a Diecezei de Iași, episcopul Durcovici a desfășurat o activitate pastorală istovitoare, vizitând parohiile din Moldova și îndemnându-i pe credincioși să-și păstreze credința. Astfel, gândindu-se la timpurile care aveau să vină când mulți dintre credincioși vor rămâne fără preoți, el orânduiește ca în fiecare seară în toate bisericile să se repete două-trei întrebări din catehism cu tot poporul. Din cauza întreruperii relațiilor diplomatice dintre Guvernul României și Sfântul Scaun, prin denunțarea Concordatului din anul 1929, episcopul Durcovici a avut multe de îndurat din partea regimului comunist.
După „punerea în retragere” forțată a arhiepiscopului Alexandru Cisar în septembrie 1948 și trimiterea acestuia cu domiciliu forțat la Orăștie, conducerea Arhidiecezei de București a fost încredințată de către Sfântul Scaun lui Anton Durcovici, ca administrator apostolic.
Securitatea i-a întocmit dosare de urmărire informativă și un dosar de urmărire penală, urmărindu-l pas cu pas. În notele informative redactate sunt prezentate numeroase acuzații aduse episcopului Anton Durcovici, cu scopul de a-l incrimina și trimite în fața unui tribunal militar. Episcopul era calificat drept un dușman al regimului comunist și coordonator al rezistenței anticomuniste din partea Bisericii Catolice din România. La data de 11 ianuarie 1949 ofițerii Securității din Iași, N.A. Pandelea și A. Nussem au propus arestarea episcopului A. Durcovici pe motiv că devenise „o piedică în drumul spre socialism”.

## Martiriul episcopului Durcovici

Monument dedicat martiriului lui Anton Durcovici, amplasat lângă Biserica romano-catolică "Adormirea Maicii Domnului" din Iași

În după-amiaza zilei de 26 iunie 1949, în timp ce mergea spre localitatea Popești-Leordeni pentru a administra taina miruirii la 200 copii, a fost lovit și băgat forțat într-o mașină a Securității, împreună cu preotul prof. Rafael Friedrich, rectorul Seminarului Arhidiecezan din București. A fost depus în arestul central al Securității din București, unde a fost anchetat timp de aproape un an, fiind bătut și maltratat. În iunie 1950 a fost transferat la Penitenciarul Jilava. În această perioadă a fost condamnat în lipsă la „închisoare administrativă“ de către o comisie militară alcătuită din generalii Alexandru Nicolschi și Vladimir Mazuru.
În închisorile comuniste, scria recent istoricul catolic american Robert Royal, episcopul "a fost maltratat (...) într-o asemenea măsură, încât în momentul în care a fost azvârlit dezbrăcat într-o celulă devenise de nerecunoscut". Aflat în captivitate, el și-a susținut cu mult curaj nevinovăția, declarând: "De la început și până în ziua arestării mele, am căutat să îndeplinesc îndatoririle mele religioase de episcop catolic și am înlăturat din faptele și cuvintele mele orice politică, având drept scop de a călăuzi clerul și credincioșii catolici pe drumul mântuirii sufletelor, îndemnându-i în credința lor religioasă" .
Episcopul Anton Durcovici a ajuns pe data de 17 septembrie 1951 la Închisoarea Sighet. După cum notează un martor: „Spre miezul nopții, un trup scheletic, dezbrăcat, plin de răni și sânge, a fost aruncat într-o celulă unde se mai aflau 15 suflete chinuite. În fața acestei scene, pr. Friedrich s-a repezit cu o pătură și l-a acoperit. Din cauza durerilor și a gerului, episcopul Durcovici n-a putut dormi și în acea noapte a mai găsit tăria să încurajeze pe sărmanii deținuți, zicându-le: «Duceți crucea Mântuitorului care S-a răstignit pentru păcatele noastre, căci va veni ziua învierii și pentru mult încercatul popor român». A fost apoi luat și dus într-o celulă singur unde a murit la 10 decembrie 1951“.
A doua zi a fost luat și aruncat dezbrăcat și singur într-o celulă strâmtă (celula 13), fără lumină, fără căldură, fără aerisire. Pe data de 9 decembrie, preoții Rafael Friedrich și Ioan Ploscaru, care aveau celulele vecine, au interceptat ultimele cuvinte rostite în latinește de episcop: "Antonius episcopus! Orate pro me ut non dificiare: morior fame et siti; da mihi absolutionem; Antonius moribundus!" (Anton episcopul, rugați-vă pentru mine să nu cedez; mor de foame și de sete; dă-mi dezlegarea; Anton în agonie!).
Episcopul Durcovici a murit în noaptea de 10/11 decembrie 1951 în închisoarea comunistă de la Sighet, după ce torționarii săi, la ordinul liderilor regimului comunist, i-au refuzat hrana și apa de băut. În actele Securității apare următoarea constatare cu ocazia morții episcopului martir: “Durcovici Anton a decedat în luna decembrie 1951 la Dunărea. Dosarul Dur(covici) trebuie predat la A.S. (Arhiva Securității), B.3 (Biroul 3). Semnalat la Cabinet că a decedat!  Trupul episcopului martir a fost preluat de directorul închisorii, Vasile Ciolpan, și îngropat în Cimitirul Săracilor din Sighet.
Moartea episcopului a fost mult timp ținută secretă de către autorități. Efectul avea să fie însă contrariu, iar episcopul nu a fost niciodată dat uitării. În plină teroare comunistă, la 12 ianuarie 1954, respectiv 7 iulie 1955, preoții Traian Jovanelli și Petru Pleșca cereau eliberarea din închisoare a episcopului Durcovici, neștiind că el murise . În ultimii ani ai regimului comunist, dosarul de canonizare a episcopului Durcovici era deja în curs, fiind date publicității și primele informații privitoare la viața și martiriul său.
După anul 1990 episcopul Petru Gherghel a revigorat aceste preocupări, demarând cercetările istorice privind viața și activitatea episcopului martir. La data de 25 martie 1997 a fost deschis procesul de canonizare în faza diecezană, iar în septembrie 1999 dosarul complet a fost înaintat Congregației pentru Cauzele Sfinților din Roma. În data de 31 octombrie 2013 papa Francisc a autorizat Congregația pentru Cauzele Sfinților să promulge decretul de recunoaștere a martiriului slujitorului lui Dumnezeu Anton Durcovici, ucis în ură față de credință în închisoarea de la Sighet.
Academia Teologică de pe lângă Institutul Teologic Romano-Catolic "Sf. Tereza" din București poartă numele episcopului Anton Durcovici.

## Citat
„Noul episcop este un preot învățat, cu o experiență rară în învățământ și în pastorație, este un om al lui Dumnezeu, evlavios și zelos; este înțelept, delicat, prudent, energic și posedă mai multe limbi. Activitatea lui s-a desfășurat pe teren strict religios, astfel că se poate spune că este omul providențial pentru eparhia de Iași, în aceste timpuri grele .”—Episcopul Marcu Glaser, în scrisoarea către clerul și credincioșii Eparhiei de Iași, prin care anunța numirea noului episcop